# 家族相似性
家族相似性（德語：Familienähnlichkeit），即用同一個字代表不同的事物或者状态。这些事物或者状态，虽然彼此之间不同，却如家族成員般从属于同一家庭，而具备某些相似的特征。这是維根史坦意義理論（Meaning Theory）的一个概念。

## 举例
維根史坦尝以“game”（遊戲）一词阐释家族相似性。維氏稱，在日常生活的语言裏，“遊戲”一詞可指稱各種活動，如“下棋是一項game”，“打棒球是一種game”，“人生是一場game”云云。但這些被稱爲game的活動，卻無相同的特質。所具備的，祇是家族相似性而已。正如一家之中，兄弟姐妹，個個長得相似。似在神韻者有之；似在體型者有之；似在眉目者有之：唯其特質並不相同。但他們並不因此就不從屬在同一個家庭。

## 含義
傳統哲學家認為，同一字詞所指的事物或狀態，必具有同一種特質。而維根史坦反對本質主義，認爲同一字詞所指的事物或狀態，特具有家族相似性耳。維氏以“game”一詞所指之豐富，作爲對此種傳統觀念的辯駁。